# ۹ آذر
۹ آذر دویست و پنجاه و پنجمین روز سال در گاه‌شماری خورشیدی است. به پایان سال ۱۱۰ روز (۱۱۱ روز در سال کبیسه) باقی‌است.

## رویدادها
- ۱۳۸۹ - آخرین قرنطینه زندان انفرادی خدیجه (شهلا) جاهد ؛ پرستار، مربی مهد کودک ، دانشجوی روان‌شناسی ، همسر دوم موقت ناصر محمدخانی و محکوم به جنایت قتل فاطمه (لاله) سحرخیزان(خیّر و همسر اول ناصر محمدخانی)[۱]
- ۱۴۰۱ - آغاز مسمومیت زنجیره‌ای در مدارس دخترانه ایران

## زادروزها
- ۱۲۸۰ - نصرالله فلسفی، مورخ، نویسنده و مترجم
- ۱۳۱۲ - حسین شکوئی، جغرافی‌دان
- ۱۳۵۴ - مهرداد میناوند، فوتبالیست
- ۱۳۶۳ - آزاده نامداری، مجری و تهیه‌کننده تلویزیونی

## درگذشتگان
- ۱۳۴۴ - پرخیده، بازیگر
- ۱۳۶۹ - مهدی خالدی، آهنگساز و نوازنده
- ۱۳۷۹ - فریده قطبی، مادر فرح پهلوی
- ۱۳۸۹ - ابوالقاسم قلم‌سیاه، فیزیک‌دان
- ۱۳۸۹ - بیژن الهی، شاعر
- ۱۳۹۶ - طاهر احمدزاده، نخستین استاندار استان خراسان پس از انقلاب ۱۳۵۷
- ۱۳۹۹ - سید محمدعلی شهیدی محلاتی، نماینده ولی فقیه در بنیاد شهید و امور ایثارگران

## مناسبت‌ها
- روز جشن آذرگان
- روز جهانی همبستگی با مردم فلسطین